# 肯杜賈縣
肯杜賈縣是印度的一個縣，位於該國東部，由奧里薩邦負責管轄，面積8,240平方公里，海拔高度480米，每年平均降雨量1,535毫米，識字率為69%，2011年人口1,802,777，人口密度每平方公里219人。

## 外部連結
- 官方网站
- indiatravelite.com
- gis.ori.nic.in